# San José de Ayora
San José de Ayora, oder kurz: Ayora, ist eine Ortschaft und eine Parroquia rural („ländliches Kirchspiel“) im Kanton Cayambe der ecuadorianischen Provinz Pichincha. Die Parroquia San José de Ayora besitzt eine Fläche von etwa 127 km². Die Einwohnerzahl lag im Jahr 2020 bei schätzungsweise 10.000.

## Lage
Die Parroquia San José de Ayora liegt in den Anden im Nordosten der Provinz Pichincha. Das Verwaltungsgebiet besitzt eine Längsausdehnung in NW-SO-Richtung von etwa 23 km sowie eine maximale Breite von 8,4 km. Es reicht vom 3989 m hohen Vulkan Cusin im Nordwesten bis zur Westflanke des Vulkans Cayambe. Der Río Granobles, ein Zufluss des Río Pisque, durchquert das Areal in südwestlicher Richtung. Der etwa 2860 m hoch gelegene Hauptort befindet sich 3 km nordöstlich vom Kantonshauptort Cayambe an der Fernstraße E35 (Latacunga–Ibarra).
Die Parroquia San José de Ayora grenzt im Nordosten an die Parroquia Olmedo Pesillo, im Süden an das Municipio von Cayambe, im Westen an die Parroquia Tupigachi (Kanton Pedro Moncayo) sowie im Norden an die Provinz Imbabura mit der Parroquia González Suárez (Kanton Otavalo).

## Geschichte
Die Parroquia urbana San José de Ayora wurde am 12. Mai 1927 gegründet und war anfangs Teil des Municipios von Cayambe. Am 7. Februar 2012 (Registro Oficial N° 635) erhielt die Parroquia eine größere Autonomie und ist seitdem eine Parroquia rural.